# Maurilio Silvani
Maurilio Silvani (* 24. August 1882 in Isola San Antonio, Italien; † 22. Dezember 1947 in Wien, Österreich) war ein römisch-katholischer Erzbischof und Diplomat des Heiligen Stuhls.

## Leben
Maurilio Silvani empfing am 17. Juni 1905 das Sakrament der Priesterweihe.
Am 24. Juli 1936 ernannte ihn Papst Pius XI. zum Titularerzbischof von Naupactus und bestellte ihn zum Apostolischen Nuntius in Haiti. Der Kardinalstaatssekretär Eugenio Pacelli, spendete ihm am 13. September desselben Jahres die Bischofsweihe; Mitkonsekratoren waren der Bischof von Alessandria, Nicola Milone, und der Kurienerzbischof Giuseppe Pizzardo.
Am 23. Mai 1942 ernannte ihn Papst Pius XII. zum Apostolischen Nuntius in Chile. Maurilio Silvani wurde am 4. November 1946 Apostolischer Internuntius in Österreich.